# ポン貴花田
ポン貴花田（ポンたかはなだ）は、日本の漫画家。女性。主に男性向け作品を手がける。同人活動を経て1997年ごろより商業誌にて活動。九州にて活動中。
2014年には『つぼみな奥さん』がアダルトビデオとして実写化され、マドンナ「熟れコミ」レーベルより発売された。

## 主な活動雑誌
- COMIC快楽天（ワニマガジン社）
- アクションピザッツ（双葉社）
- ヤングコミック（少年画報社）
- 月刊ヤングキング（少年画報社）

## 作品リスト
- 『まにあっく・ぱれーど』 （2000年4月発売、ワニマガジン社〈ワニマガジンコミックス〉、ISBN 4-89829-404-9）
- 『めいどいんじゃぱん!』（2002年1月発売、ワニマガジン社〈ワニマガジンコミックス〉、ISBN 4-89829-913-X）
- 『蛍の棲む川』（2002年9月28日発売[4]、双葉社〈アクションコミックス〉、ISBN 4-575-82742-8）
- 『あまえんぼぷりん』（2003年5月発売、ワニマガジン社〈ワニマガジンコミックス〉、ISBN 4-89829-943-1）
- 『おねーさんひとりじめ』（2004年5月28日発売[5]、双葉社〈アクションコミックス〉、ISBN 4-575-82973-0）
- 『ぴんくいろ・あそーと』（2005年4月8日発売[6]、少年画報社〈ヤングコミックコミックス〉、ISBN 4-7859-2528-0）
『ヤングコミック』掲載作品の短編集。
- 『召しませ桜』（2005年12月12日発売[7]、双葉社〈アクションコミックス〉、ISBN 4-575-83175-1）
- 『みるきぃぱいらんど』（2006年4月発売、ワニマガジン社〈ワニマガジンコミックス〉、ISBN 4-89829-975-X）
- 『天使のマシュマロ』（少年画報社〈ヤングコミックコミックス〉、全4巻）
  1. 2006年10月26日発売[8]、ISBN 4-7859-2701-1
  2. 2008年7月10日発売[9]、ISBN 978-4-78592-990-9
  3. 2009年7月10日発売[10]、ISBN 978-4-78593-191-9
  4. 2010年8月10日発売[11]、ISBN 978-4-78593-443-9

  - 『よりヌキ♥天使のマシュマロ』（2009年10月発売、少年画報社〈YCベスト〉、ISBN 978-4-78593-250-3）※廉価版選集
- 『ラブごめ!』（2006年12月26日発売[12]、双葉社〈アクションコミックス〉、ISBN 4-575-83316-9）
- 『家政婦と暮らす100の方法』（双葉社〈アクションコミックス〉、全2巻）
  1. 2007年9月28日発売[13]、ISBN 978-4-57583-408-6
  2. 2008年6月28日発売[14]、ISBN 978-4-57583-507-6
- 『ぴたごらすびっち』[15]（2008年4月発売、ワニマガジン社〈ワニマガジンコミックススペシャル〉、ISBN 978-4-86269-049-4）※成年コミック指定
- 『こまタン』（少年画報社〈ヤングキングコミックス〉、全2巻）
  1. 2008年7月18日発売[16]、ISBN 978-4-78592-997-8
  2. 2009年9月18日発売[17]、ISBN 978-4-78593-226-8
- 『つぼみな奥さん』（2009年4月11日発売[18]、双葉社〈アクションコミックス〉、ISBN 978-4-57583-612-7）
- 『ちょこぱッ!』（双葉社〈アクションコミックス〉、全2巻）
  1. 2009年12月26日発売[19]、ISBN 978-4-57583-712-4
  2. 2010年10月12日発売[20]、ISBN 978-4-57583-825-1
- 『えんとらんす!』（少年画報社〈TSコミックス〉、全3巻）
  1. 2010年9月10日発売[21]、ISBN 978-4-78593-463-7
  2. 2012年8月8日発売[22]、ISBN 978-4-78593-894-9
  3. 2014年5月31日発売、ISBN 978-4-78595-301-0
- 『青春オンエアー』（2011年3月10日発売[23]、少年画報社〈ヤングキングコミックス〉、ISBN 978-4-78593-536-8）
- 『僕のヨメにならないか!』（2011年8月11日発売[24]、双葉社〈アクションコミックス アクションピザッツ〉、ISBN 978-4-57583-951-7）
- 『とろとろえっち』[25]（2011年10月1日発売[26]、ワニマガジン社〈ワニマガジンコミックススペシャル〉、ISBN 978-4-86269-175-0）※成年コミック指定
- 『ネトリ×ネトラレ』（2012年6月11日発売[27]、少年画報社〈ヤングコミックコミックス〉、ISBN 978-4-78593-860-4）
- 『女子アナでもいーですか?』（エンジェル出版〈エンジェルコミックス〉、全3巻）※18禁指定
  1. 2012年8月発売、ISBN 978-4-87306-434-5
  2. 2013年2月発売、ISBN 978-4-87306-490-1
  3. 2013年11月発売、ISBN 978-4-87306-538-0
- 『たわまん』（2014年5月10日発売、少年画報社〈ヤングキングコミックス〉、ISBN 978-4-78595-284-6）
- 『にーづまお背中流します』（エンジェル出版〈エンジェルコミックス〉、全2巻）※18禁指定
  1. 2014年8月発売、ISBN 978-4-87306-589-2
  2. 2015年5月発売、ISBN 978-4-87306-643-1
- 『大谷さんのコスプレ事情』（2016年4月発売、エンジェル出版〈エンジェルコミックス〉、ISBN 978-4-87306-702-5）※成年コミック指定
- 『おこのみのまま！』（2017年3月発売、エンジェル出版〈エンジェルコミックス〉、ISBN 978-4-87306-755-1）※成年コミック指定
- 『あやつれ！シスターズ』（2018年2月発売、エンジェル出版〈エンジェルコミックス〉、ISBN 978-4-87306-796-4）※成年コミック指定
- 『おっとりみだらな三上さん』（2019年2月発売、エンジェル出版〈エンジェルコミックス PIZAZZ BRAND〉、ISBN 978-4-87306-846-6）※成年コミック指定
- 『隣のパパの性欲がスゴくて困ってます』（2020年2月発売、エンジェル出版〈エンジェルコミックス PIZAZZ BRAND〉、ISBN 978-4-87306-893-0）※成年コミック指定
- 『主人には内緒』 （2021年2月発売、エンジェル出版〈エンジェルコミックス PIZAZZ BRAND〉、ISBN 978-4-87306-939-5）
- 『うらばれ～裏アカ持ち地味OLが年下っ子に垢バレしてラブラブにされちゃう話～』 （2022年2月発売、エンジェル出版〈エンジェルコミックス PIZAZZ BRAND〉、ISBN 978-4-87306-985-2）